# Dornbach (Auerbach in der Oberpfalz)
Dornbach ist ein Gemeindeteil der Stadt Auerbach in der Oberpfalz im Landkreis Amberg-Sulzbach.
Die Einöde liegt nahe dem namensgebenden Dornbach an der Dornbacher Straße in Auerbach i.d.OPf. Bei der jüngsten Volkszählung im Jahr 1987 war der Ort unbewohnt. Aktuell zeigt die Parzellarkarte auf BayernAtlas mehrere Wohngebäude.
Dornbach in der Stadt Auerbach ist nicht identisch mit der auf der Gemarkung Grafenwöhr liegenden Wüstung Dornbach.